# 安博區
10°08′00″S 76°12′00″W / 10.1333°S 76.2000°W
安博區（西班牙語：Distrito de Ambo），是秘魯的一個區，位於該國中部瓦努科大區的安博省，始建於1912年10月21日，面積288.8平方公里，海拔高度2,064米，2005年人口15,778，人口密度每平方公里55人。